# Reformierte Kirche Kecskemét

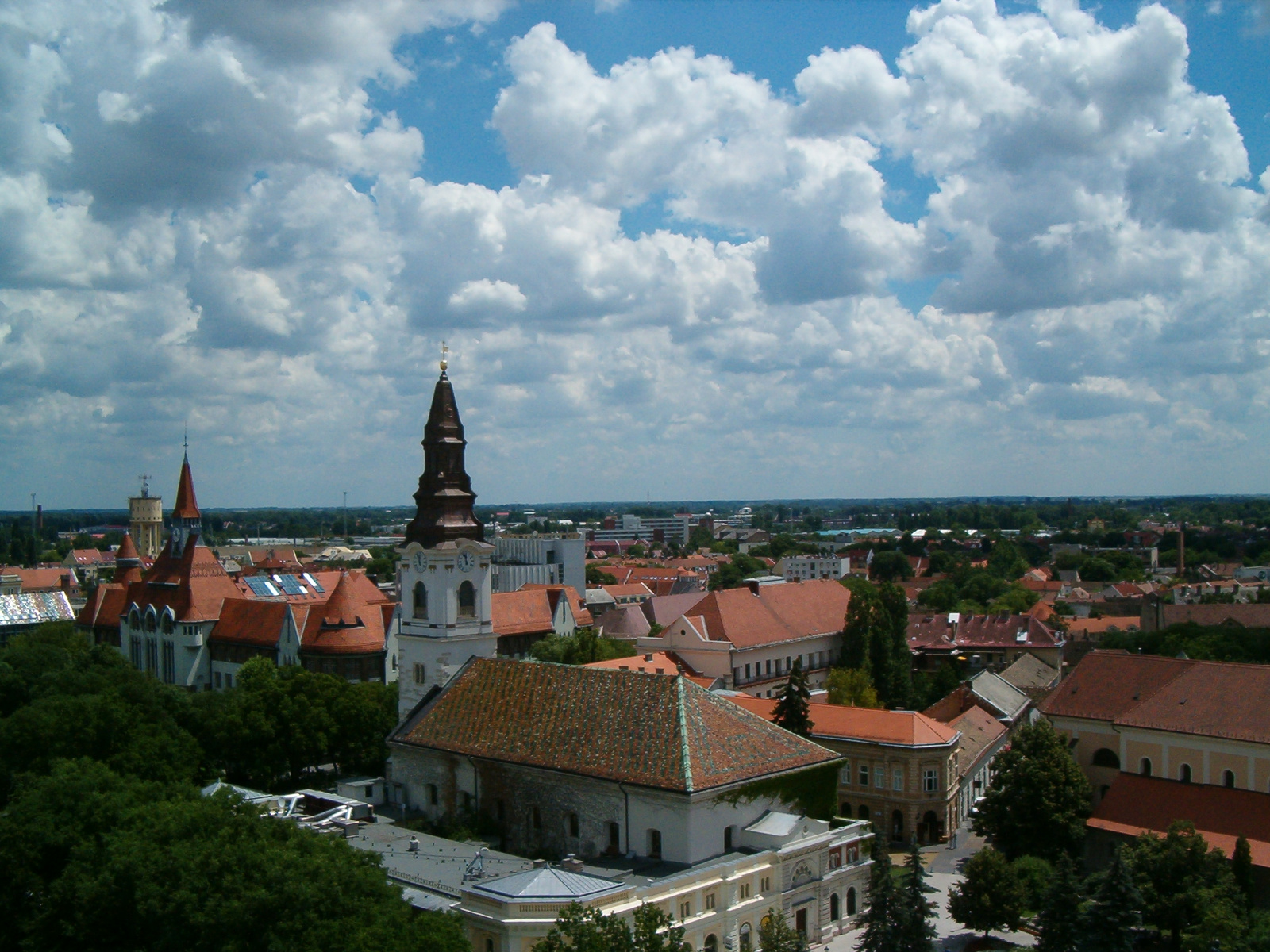
Reformierte Kirche Kecskemét

Die Reformierte Kirche ist ein Kirchengebäude in der ungarischen Stadt Kecskemét. Die Kirche befindet sich im Zentrum der Stadt am Szabadság tér 7.

## Geschichte
Die reformierte Kirchengemeinde in Kecskemét hatte eine Kirche aus Holz, die im Oktober 1678 völlig abbrannte. Damals war Ungarn unter türkischer Herrschaft und die Türken erlaubten es den Stadtbewohnern nicht, eine neue Kirche aus Stein aufzubauen. Aber Kecskemét bekam schließlich doch die notwendigen Erlaubnisscheine dazu.
Mit den Bauarbeiten der neuen Kirche wurde im Jahr 1680 angefangen und die festliche Einweihung fand vier Jahre später statt. Das Innere war farblich reich gestaltet, aber später wurde es im Rahmen von Umbauten weiß gestrichen. Der 53 Meter hohe Turm wurde im Barockstil gebaut.
Am 8. Juli 1911 wurden viele Gebäude in der Stadt von einem starken Erdbeben beschädigt, darunter auch diese Kirche. Aber die Kirche wurde wiederaufgebaut und im Jahr 1988 mit einer Turmuhr ausgestattet.

## Glocken
Die Kirche hat vier verschiedene Glocken:
- Rákóczi-Glocke (2000 kg)
- Szappanos-Glocke (980 kg)
- Koháryszentlőrinci-Glocke (590 kg)
- Kleinglocke (74 kg)